# Mimulosia undulosa
Mimulosia undulosa är en fjärilsart som beskrevs av De Toulgoët 1958. Mimulosia undulosa ingår i släktet Mimulosia och familjen björnspinnare. Inga underarter finns listade i Catalogue of Life.